# Escut de Rosselló
L'escut oficial de Rosselló té el següent blasonament:
Escut caironat: de gules, una rosa d'or acompanyada en cap d'una creu de Malta, i a la punta de 2 claus passades en sautor amb les dents a dalt i mirant cap enfora, la d'or en banda sobre la d'argent en barra ressaltant sobre una manilla de baules rodones d'or. Per timbre una corona mural de poble.

## Història
Va ser aprovat el 21 d'abril de 1983.
La rosa és un senyal parlant referent al nom del poble. Les claus sobre la manilla d'or són els atributs de sant Pere "ad Vincula", patró de la localitat. La població fou cedida per Ramon de Rosselló el 1176 als cavallers de Sant Joan de l'Hospital, i això és simbolitzat per la creu de Malta.